# Zygmunt Gzella
Zygmunt Gzella (ur. 2 marca 1922 w Chełmnie, zm. 8 marca 2007 w Łodzi) – chórmistrz, dyrygent, rektor i profesor Akademii Muzycznej w Łodzi.

## Życiorys
Gzella był absolwentem pedagogiki oraz dyrygentury symfonicznej na Wydziale Kompozycji, Teorii Muzyki i Dyrygentury Państwowej Wyższej Szkole Muzycznej w Łodzi. Ponadto ukończył studia pedagogiczne na z tytułem magistra na Uniwersytecie Łódzkim. Był wychowawcą w domu dziecka oraz instruktorem zespołów muzycznych. Od przełomu lat 50. i 60. XX w. do 1981 pracował jako redaktor muzyczny w Polskim Radiu Łódź, z czasem zostając kierownikiem muzycznym oraz dyrygentem orkiestry Polskiego Radia, a także jednocześnie także orkiestry symfonicznej Państwowej Szkoły Muzycznej im. Stanisława Moniuszki i orkiestry Opery Łódzkiej. W latach 1981–1987 pełnił funkcję rektora Akademii Muzycznej, a do 1999 był kierownikiem Katedry Wychowania Muzycznego.
Został pochowany na cmentarzu Doły w Łodzi, w części katolickiej.

## Odznaczenia
- Pro Ecclesia et Pontifice[2]